# بداما
بداما بلدة وناحية سوريّة إداريّة تتبع منطقة جسر الشغور في محافظة إدلب. بلغ عدد سكان الناحية 18501 نسمة حسب تعداد عام 2004. تقع بداما على الطريق الواصل بين حلب واللاذقية، وفيها تتم زراعة التفاح و الدراق والزيتون. وتقع بداما على بعد كيلومترين من الحدود مع تركيا.

## بداما وجسر الشغور خلال الاحتجاجات السورية 2011
بدأت الاحتجاجات السورية السلمية في مطلع عام 2011 والتي نتجت عن التدهور المعيشي لفئة كبيرة من السوريين، وطالبت بالمزيد من الحريات السياسية والقضاء على الفساد والفقر. وخلال هذه الاحتجاجات، ادعت الحكومة السورية أن تمرداً ضد قوات الأمن السوري حصل في بلدة جسر الشغور القريبة من بداما، وقامت بمهاجمة جسر الشغور وبداما في إطار حملتها لقمع الحركة الاحتجاجية. ويؤكد العديد من المصادر يؤكد أن غالبية الاحتجاجات في سوريا ما زالت سلمية.

## تفاصيل هجوم الجيش والأمن السوري على بداما
نتيجة التخوف من هجمات قوات الجيش والأمن السوريين، فر آلاف المدنيين من جسر الشغور ومن القرى المحيطة بما فيها بداما إلى تركيا. وفي سياق هجوم الجيش وقوات الأمن السوري السيء السمعة على بداما، قامت هذه القوات بحرق المحاصيل الزراعية بحسب ناشط نقلاً عن رويترز، إضافة إلى إطلاق الرصاص على منازل بحسب محام من البلدة الحدودية نقلاً عن رويترز.